# 丘さとみ
丘 さとみ（おか さとみ、本名；菱田 美恵子〈ひしだ みえこ〉・渡辺美恵子〈わたなべ みえこ〉、1935年〈昭和10年〉9月15日 - 2024年〈令和6年〉4月24日）は、日本の女優。兵庫県宝塚市出身。

## 来歴・人物
1953年3月、尼崎市立尼崎高等学校在学中にディズニー映画『シンデレラ（シンデレラ姫）』の日本公開を記念して行われたRKOラヂオ映画社と毎日新聞社主催の「日本シンデレラ姫コンテスト」に応募し、ミス・シンデレラの栄冠に輝く。その副賞で1953年3月20日から4月4日まで渡米し、ディズニー撮影所や女優・アン・ブライスの自宅などを訪問したり、ケーリー・グラントとの2度に亘る会食やソニア・ヘニーのアイスショー観覧といったハリウッド見学に招待されている。
1954年に尼崎市立尼崎高等学校を卒業後にRKOラヂオ映画社日本支社に就職。RKOラヂオ映画社日本支社関西支社で支社長の秘書として配属される。
この年、ウォルト・ディズニー・カンパニーが初めて日本語吹き替え版を製作した『ダンボ』にて声優（ジャンボ役）も務めた。
しかし、東映にスカウトされて、1955年に東映ニューフェイス第2期生として東映に入社して芸能界へ転身した。同期には高倉健・今井健二・五味龍太郎らがいる。芸名を丘 さとみにして同年の映画『御存知怪傑黒頭巾・新選組追撃』でデビュー。東映時代劇での貢献が大きく、「東映城のお姫さま」と呼ばれ、人気を博した（引退までの10年間で約150本もの映画に出演）。
1962年に東映を退社してフリーになり、映画出演も続けながらテレビドラマに主な活躍の場を移す。
1965年、在米日系人2世の商業デザイナーと結婚し、引退。3子をもうけるが、1975年に別居。同年、離婚し、女優に復帰する。
その後、6歳年下の司法書士と再婚し、再び女優業から遠ざかる。
2010年10月16日、T・ジョイ京都で開催された「巨匠・内田吐夢 名優・月形龍之介 東映時代劇傑作選(その一) 内田吐夢、月形龍之介没後40年回顧」のトークショーに出演した。
2024年4月24日、心疾患のためアメリカ合衆国カリフォルニア州の自宅で死去。88歳没。

## 出演

### 映画
- 御存じ快傑黒頭巾・新撰組追撃
- 水戸黄門漫遊記・怪猫乱舞
- 新諸国物語・七つの誓い／黒水仙の巻
- 旗本退屈男シリーズ
  - 旗本退屈男・謎の紅蓮塔
  - 旗本退屈男・謎の蛇姫屋敷
  - 旗本退屈男・謎の大文字
  - 旗本退屈男・謎の幽霊島
  - 旗本退屈男・謎の暗殺隊
- 鞍馬天狗・御用盗異聞
- 紫頭巾
- 怪談番町皿屋敷
- 高度7000米 恐怖の四時間
- 暴れん坊街道（監督：内田吐夢）
- 大菩薩峠（監督：内田吐夢）
- 阿波おどり 鳴門の海賊（監督：マキノ雅弘）
- 大菩薩峠・第二部（監督：内田吐夢）
- 清水港の名物男・遠州森の石松（監督：マキノ雅弘）
- 裸の太陽（監督：家城巳代治）
- 一心太助・天下の一大事
- 殿さま弥次喜多 捕物道中
- 忠臣蔵 櫻花の巻・菊花の巻
- 鞍馬天狗（監督：マキノ雅弘）
- 大菩薩峠・完結篇（監督：内田吐夢）
- 素晴らしき娘たち（監督：家城巳代治）
- 水戸黄門 天下の副将軍（共演：美空ひばり）おはる役
- 恋山彦（監督：マキノ雅弘）
- 一心太助・男の中の男一匹
- 丹下左膳・妖刀濡れ燕
- 弥太郎笠（監督：マキノ雅弘）
- 新吾十番勝負・完結篇
- 天保六花撰・地獄の花道
- 親鸞（監督：田坂具隆）
- 清水港に来た男（監督：マキノ雅弘）
- 続 親鸞（監督：田坂具隆）
- 森の石松鬼より怖い
- いれずみ半太郎（監督：マキノ雅弘）
- 次郎長シリーズ
  - 若き日の次郎長・東海の顔役（監督：マキノ雅弘）
  - 若き日の次郎長・東海一の若親分
  - 若き日の次郎長・東海道のつむじ風（監督：マキノ雅弘）
- 月形半平太（監督：マキノ雅弘）
- 宮本武蔵 5部作（監督：内田吐夢）
  - 宮本武蔵（1961年）
  - 宮本武蔵 般若坂の決斗（1962年）
  - 宮本武蔵 二刀流開眼（1963年）
  - 宮本武蔵 一乗寺の決斗（1964年）
  - 宮本武蔵 巌流島の決斗（1965年）
- 港祭りに来た男（1961年、監督：マキノ雅弘）
- 天草四郎時貞（1962年、監督：大島渚）
- あの空の果てに星はまたたく（1962年、共演：千葉真一）
- 紀州の暴れん坊（1962年、監督：中川信夫）
- 稲妻峠の決斗（1962年、監督：中川信夫）
- 昭和侠客伝（1963年、監督：石井輝男）
- 武士道残酷物語（1963年、監督：今井正）
- 十三人の刺客（1963年）
- 色ごと師春団治（1965年）
- わが青春のイレブン（1979年、監督：降旗康男）
- はだしのゲン PART3 ヒロシマのたたかい（1980年）
- ちゃんばらグラフィティー 斬る!（1981年）
- トビウオのぼうやはびょうきです（1982年、短編アニメ映画　声の出演）
- ユッコの贈り物 コスモスのように（1982年）

### テレビドラマ
- 戦国群盗伝　（1964年 - 1965年、フジテレビ）
- カレン (Karen) （1965年、フジテレビ）-デビー・ワトソン吹き替え
- 松本清張シリーズ / 支払い過ぎた縁談（1965年、関西テレビ）
- ただいま11人 （1964年 - 1967年、TBS） - 早乙女智子 役
- 新選組血風録 （1965年〜1966年、NET） - ※DVD発売
  - 第1話「虎徹という名の剣」（1965年） - おみね役
  - 第6話「鴨千鳥」（1965年） - おみね役
- 源氏物語（1965年 - 1966年、毎日放送）
- 女と味噌汁 その30（1974年、TBS）
- 前略おふくろ様 （1975年 - 1976年、日本テレビ） - 西本民子（半妻の婚約者）役
- 十手無用 九丁堀事件帖 （1976年、日本テレビ） - おさよ役
- 伝七捕物帳 第116話「恨みの子守唄」（1976、NTV）- おくめ
- おせん （1977年 - 1978年、TBS）
- 河内まんだら（1977年、NHK） - ふさ子
- 銭形平次 第641話「生きる」（1978年、フジテレビ） - お秋
- チェックメイト78 第19話「警部と能を舞う女」（1979年、朝日放送）
- ドラマ人間模様（NHK）
  - 血族（1980年） - 山口夏子 役
- 大江戸捜査網 第428話「運命に泣く親子の慕情」（1980年、12ch） - おはま役
- 長七郎天下ご免! 第40話「情けで築いた江戸堤」（1980年、ANB）- お勝
- さよならお竜さん （1980年、毎日放送）
- 本郷菊坂赤門通り　（1981年、フジテレビ）
- 気になる天使たち　（1981年、フジテレビ）
- 土曜ワイド劇場 （テレビ朝日）
  - 息子殺し（1981年）
  - 西村京太郎トラベルミステリー18 オホーツク殺人ルート さい果てツアーの謎!（1990年） - 女将役
  - 山村美紗スペシャル 京都・グアムミステリーツアー 新婚旅行殺人事件（1995年）
- 新・事件 断崖の眺め （1984年、NHK）
- スタア誕生 （1985年、フジテレビ） - 河田明子役
- 金曜女のドラマスペシャル「お・ふ・く・ろ」（1985年、フジテレビ）
- 松本清張の黒い画集・紐 （1985年、フジテレビ）
- 水曜ドラマスペシャル 恋人たちのいた場所（1986年3月26日、TBS） - 春枝役
- 陽のあたる坂道 （1986年、フジテレビ）
- 京都かるがも病院 （1986年 - 1987年、テレビ朝日） - 篠原春江役
- 熱くなるまで待って!　（1987年、フジテレビ） - 芥川芳江役
- 風雲!真田幸村 第21話「望郷　闇の元締必殺剣」（1989年、テレビ東京） - お浜役
- 華の宴　（1991年、読売テレビ）
- はぐれ刑事純情派（1992年） - 小坂松子
- 火曜サスペンス劇場「女監察医・室生亜季子14・震える海」（1993年、日本テレビ）
- つばさ （1994年、NHKドラマ新銀河） - 高杉ハル子役
- 暴れん坊将軍VI 第34話「俺らの兄貴は上様だ!」（1995年、テレビ朝日） - お勝役
- 幸福の予感（1996年、東海テレビ制作・フジテレビ系全国ネットの昼ドラマ）
- 赤穂浪士（1999年、テレビ東京）

### 演劇
- 三波春夫特別公演「明朗時代劇 赤い椿と三度笠」
- 大月みやこ特別公演「婦系図」
- 藤あや子特別公演「小柴 花のいのち」